# Peter von Lacy
Peter von Lacy (iriska: Peadar de Lása), född 26 september 1678 i Killeady Limerick, död 11 maj 1751 i Riga, var en Irländsk, senare rysk, greve, militär och fältmarskalk, som härstammade från en normandisk släkt. Han var far till Franz Moritz von Lacy. Han var bland annat befälhavare för den ryska armén i slaget vid Villmanstrand. Lacy deltog också i det stora nordiska kriget. Han räknas som en av Rysslands största militärer genom tiderna, jämförbar med bland andra Aleksandr Suvorov.
von Lacy följde 1691 den avsatte kung Jakob II av England till Frankrike, började där sin militära bana under Nicolas de Catinat samt trädde efter varannan i österrikisk, polsk och slutligen rysk krigstjänst. Han sårades vid Poltava 1709, fick 1719 befälet över den ryska flottavdelning, som härjade Roslagens och Norrlands kuster. Det var de Lacy som brände Östhammar och Öregrund.  1721 fick han överbefälet över den ryska galärflottan vid de förnyade härjningarna av norrländska kusten, var i början av polska tronföljdskriget 1733-1735 general-en-chef för ryska armén samt kämpade under 1735-1739 års turkiska krig framgångsrikt på Krim. Under de ryska fälttågen i Finland 1741-1742 var han den ryska arméns överbefälhavare, vann 23 augusti 1741 slaget vid Villmanstrand och mottog 24 augusti 1742 den föga underlägsna svenska härens kapitulation i Helsingfors. I juni 1743 lyckades han med en rysk galäreskader smyga sig förbi den svenska örlogsflottan ut ur Finska viken samt förena sig med Keiths förut utlupna galärer; endast det skyndsamma avslutandet av preliminärfreden i Åbo hindrade nya härjningar av svenska östkusten. Lacy blev därefter guvernör över Livland.